# Conjoint analýza
Conjoint analýza (z angličtiny CONsidered JOINTly – „zvažováno společně“; česky někdy také „preferenční analýza“) je multivariační metoda, která byla vyvinuta v psychologii v 60. letech 20. století, v 70. letech byla posléze uvedena jako výzkumná metoda do marketingu. Jedná se o speciální techniku sloužící pro určení, které proměnné charakterizující výrobky nebo služby nejvíce ovlivňují volbu produktu a které kombinace kategorií těchto proměnných jsou spotřebiteli nejvíce preferovány. Tím, že spotřebitelé formulují své preference nebo vybírají z více produktových profilů, zjišťují výzkumníci jaké záměny mezi různými atributy značky činí, a tím také určují jejich důležitost pro zákazníky.

## Historie
Počátky conjoint analýzy sahají do 60. let 20. století, ve spojení s matematickou psychologií a psychometrikou. Skutečný vznik Conjoint analýzy je spojený s přelomem 60. a 70. let, kdy byla vyvinuta profesorem marketingu Paulem Greenem z The Wharton School of the University of Pennsylvania, který je v současnosti nejcitovanějším autorem.
Do širšího povědomí odborné veřejnosti se conjoint analýza dostala v roce 1975 prostřednictvím časopisu Harvard Business Review. Růst oblíbenosti získala conjoint analýza v 90. letech, díky rozvoji uživatelsky přívětivých počítačových programů, které podporují tuto metodu a hodnověrnosti výsledků, které tato analýza přinášela. 
Po roce 2000 přibližně až 67% marketingových výzkumných společností používalo conjoint analýzu a je pravděpodobně jedním z největších vynálezů v marketingovém výzkumu za posledních 40 let. 

## Možné aplikace
Tuto analýzu lze aplikovat v různých situacích. Například metodologie „záměny značky/ceny“ jako prostředek odhadování efektivity a hodnoty značky. Tato metodologie je zjednodušenou verzí spojitého měření jen se dvěma proměnnými (značkou, cenou). Spotřebitelé dostanou na výběr z řady simulovaných výběrů při nákupu mezi různými kombinacemi značek a cen. Každá volba nutí spotřebitele ke změně mezi výběrem preferované značky a nižší platbou. Tento způsob zjišťuje hodnotu věrnosti zákazníka ke značce.
Další variací a aplikací Conjoint analýzy může být zaměřena na image a hodnotu značky. Toho, jak jména značek reagují na parametry fyzického produktu, aby se umožnilo rozšíření jména značky na novou škálu produktů. Dalším příkladem této variace je určení atributů společnosti, které jsou relevantní pro spotřebitele k celkovému vnímání image společnosti. V návaznosti se dále hodnotí důležitost zvolených atributů a odhadují se náklady na zlepšení (či změnu vnímání spotřebitelů).

## Výhody a nevýhody
Hlavní výhodou přístupu založeného na této analýze je, že uvažuje různé značky a aspekty produktu v marketingovém programu (složení, cenu produktu, distribuční místa,…), které pak mohou být zkoumány simultánně. Informace o spotřebitelských reakcích na různé marketingové aktivity se pak mohou odkrývat nejen u značek, na které se soustředíme, ale i u konkurence. Další výhoda je mnohostranné využití v různých problémových oblastech. Je to flexibilní nástroj, poskytuje výsledky na bázi intervalů, umožňuje odvodit úsudky o zákaznických segmentech, popř. struktuře jejich preferencí. Umožňuje simulovat přijetí produktu a rozhodování při změnách atributů produktu. Tato analýza je použitelná i při hodnocení inovací.
Na druhou stranu nevýhodou je, že spotřebiteli mohou být představeny marketingové profily, které nejsou v souladu s očekáváním z důvodu, že o značkách už předem vědí. Pokud je tedy Conjoint analýza použita, marketér si musí dát pozor, aby spotřebitelé nehodnotili nerealistické profily či scénáře produktů. Dále je to časté používání ordinálních škál (stupnice podle pořadí priority hodnot ), které při korektním zpracování neumožňují aritmetické operace, jako je součet či průměr. Nevýhodou je i přetěžování respondentů kvůli velkému počtu posuzovaných alternativ, které si ani nemusí umět představit. Analýza také zkresluje výsledky kvůli omezeným možnostem popisu vlastností a vzhledu variant produktu. Ani předpoklad stability struktury preferencí v čase nemusí být správný.

## Postup při conjoint analýze
Prvním krokem při zpracování je výběr atributů – vlastností produktu, které jsou relevantní z hlediska cíle výzkumu Typickými atributy jsou technické aspekty produktu, jeho cena nebo značka. Větší počet zkoumaných atributů zvyšuje náročnost pro respondenty, a proto se doporučuje omezit na maximálně 6 až 7 atributů. Některé výzkumné společnosti však běžně používají atributů více, co může vést k horší kvalitě výsledků výzkumu.
Volba atributů pak vychází z cílů výzkumu, což také znamená, že pravděpodobně půjde o atributy, které jsou ovlivnitelné zadavatelem výzkumu. Kromě toho by zvolené atributy měli sami respondenti považovat za důležité a doporučuje se je ověřit předvýzkumem. Atributy by měly být na sobě nezávislé, mají měřit pouze jednu dimenzi a jednomu produktu má odpovídat pouze jedna úroveň tohoto atributu. Atributy by dále měly být dobře popsatelné a konkrétní, aby si je respondenti uměli představit a aby byli schopni porovnat jejich důležitost s jinými atributy (např. atribut „celková kvalita“ je nevhodný).
Další rozhodnutí se týká úrovní jednotlivých atributů. Předem se musí definovat hodnoty atributů, které tak budou popisovat konkrétní vlastnosti produktů. Např. při zkoumání mobilních telefonů můžeme zkoumat atribut hmotnost a úrovně nastavit na 80, 100 a 125 gramů.
Více úrovní také znamená větší zátěž pro respondenty. Nejčastější počet úrovní je 2 až 5 a mohou být u jednotlivých atributů různé. Rozestupy úrovní u metrických znaků nemusí být stejné a rozpětí úrovní má být dostatečně velké, aby umožnilo simulovat budoucí podmínky na trhu nebo technický vývoj a zjistily se tak preference zákazníků vzhledem k možným inovacím. Doporučuje se také zvolit počet úrovní pro všechny atributy podobný, protože výzkumy prokázaly, že se v důsledku uměle vysokého počtu úrovní jednoho atributu zvyšuje jeho relativní význam a dochází ke zkreslení výsledků.

## Příklad použití conjoint analýzy
V následující tabulce je uvedena možnost použití conjoint analýzy při analýze produktu mobilního telefonu, atributy a úrovně atributů tohoto produktu: 
| Cena              | 4 000 Kč      | Paměť             | 16 GB  |
| Cena              | 7 000 Kč      | Paměť             | 32 GB  |
| Cena              | 10 000 Kč     | Paměť             | 64 GB  |
| Značka            | Apple         | Fotoaparát        | 6 Mpx  |
| Značka            | Samsung       | Fotoaparát        | 9 Mpx  |
| Značka            | Huawei        | Fotoaparát        | 12 Mpx |
| Pohotovostní doba | 220 h – 300 h | Velikost displeje | 4"     |
| Pohotovostní doba | 300 h – 370 h | Velikost displeje | 5"     |
| Pohotovostní doba | 380 h – 460 h | Velikost displeje | 6"     |